# 술레 파고다

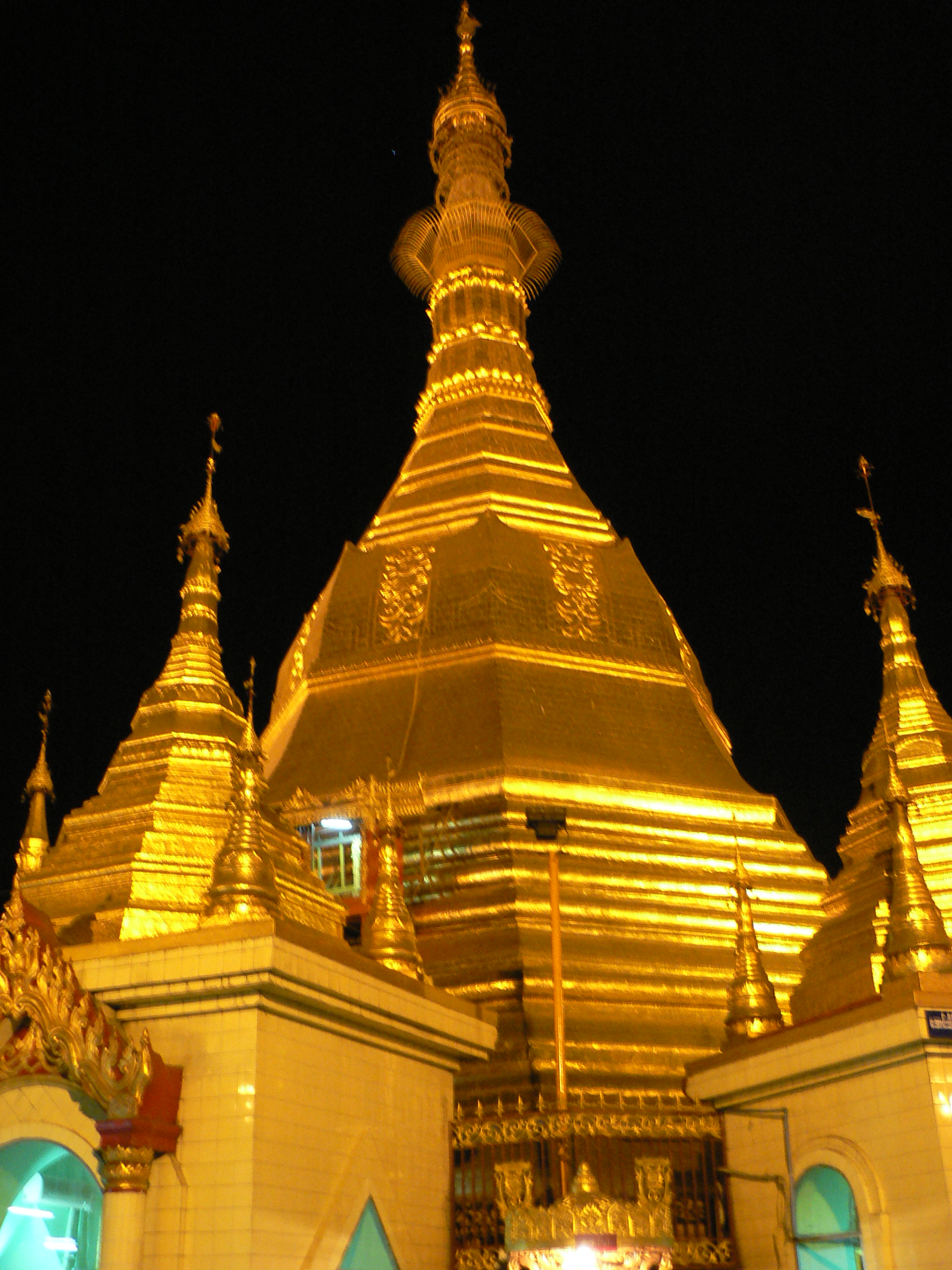
술레 탑

술레 파고다(버마어: ဆူးလေဘုရား 술레 퍼야)는 미얀마의 양곤의 중심부에 있는 파고다이다. 오늘날에는 미얀마의 정치, 이념, 지리 학문적으로 중요한 시의 중심부에 자리잡고 있다. 전설에 따르면 슈웨다곤 탑보다 이전의 2500년 이상 전에 만들어졌다고 한다. 전설에서는 현재의 슈웨다곤 탑의 장소는 술레 탑의 장소에 존재한 고대 정령 나 신앙의 정령에게 계시를 받았다고 전해진다. 1988년의 8888 항쟁이나 2007년 미얀마 반정부 시위의 거점이 되었다.

## 같이 보기
- 슈웨다곤 파고다